# Otolaryngology – Head and Neck Surgery
Otolaryngology – Head and Neck Surgery, abgekürzt Otolaryngol Head Neck Surg., ist eine wissenschaftliche Fachzeitschrift, die vom SAGE-Verlag im Auftrag der American Academy of Otolaryngology veröffentlicht wird. Die Zeitschrift wurde 1896 unter dem Namen Transactions of the American Academy of Ophthalmology and Otolaryngology – Oto-laryngologic Section gegründet, der 1906 auf Transactions of the American Academy of Ophthalmology and Otolaryngology gekürzt wurde. Im Jahr 1978 wurde kurzzeitig der Name Otolaryngology verwendet und seit 1979 wird die Zeitschrift unter dem derzeitigen Namen veröffentlicht. Sie erscheint mit sechs Ausgaben im Jahr. Es werden Arbeiten veröffentlicht, die sich mit der Anwendung chirurgischer Methoden im Bereich Kopf, Hals und Ohr beschäftigen.
Der Impact Factor lag im Jahr 2014 bei 2,020. Nach der Statistik des ISI Web of Knowledge wird das Journal mit diesem Impact Factor in der Kategorie Chirurgie an 74. Stelle von 198 Zeitschriften und in der Kategorie Hals-, Nasen-, Ohrenheilkunde an elfter Stelle von 44 Zeitschriften geführt.